# TV Show
De TV Show was een langlopend praatprogramma van de TROS en vanaf 1 januari 2014 van AVROTROS. De eerste uitzending van de TV Show was op vrijdagavond  6 november 1981 bij de TROS op Nederland 2 met als presentator Ivo Niehe. In 1983 verhuisde het programma naar Nederland 1. Vanaf 1988 was het programma vast op Nederland 2 te zien. Later verhuisde het weer naar Nederland 1, later NPO 1 genaamd.
Op 1 januari 2022 werd de laatste aflevering uitgezonden, met als gast André van Duin.

## Gasten
Sinds het begin van het programma zijn regelmatig wereldsterren te gast. In de loop der jaren zijn honderden gasten bij Niehe langsgekomen. Voor buitenlandse gasten werd een groot beeldscherm geïnstalleerd en deed Niehe alsof hij rechtstreeks contact had via de satelliet. Hij werd erg bekwaam in die techniek.

## TV Show op Reis
In 1986 was de TV Show op Reis een nieuwe uitdaging. De gasten komen niet naar de studio, maar Niehe gaat naar de gasten toe. Doordat hij zoveel talen beheerst, is het mogelijk veel buitenlandse gasten te bezoeken.

## Overgang naar Talpa
De bedoeling was dat het programma vanaf begin 2006 overging naar Talpa, maar hiervoor gaf de TROS geen toestemming. De TV Show ging door met presentator en producent Reinout Oerlemans en Niehe ging over naar Talpa met het programma Ivo. Na één seizoen maakte hij echter in oktober 2007 zijn rentree bij de TROS met de TV Show, omdat zijn nieuwe programma bij Talpa veel minder kijkers trok.